# Castell de l’Areny
Castell de l'Areny – gmina w Hiszpanii, w prowincji Barcelona, w Katalonii, o powierzchni 24,81 km². W 2011 roku gmina liczyła 73 mieszkańców.